# Håkan Nordlund
Håkan Nordlund, född 22 maj 1885 i Stockholm, död 3 januari 1961 i Göteborg, var en svensk läkare.
Håkan Nordlund var son till fältläkaren John Börje Nordlund. Han avlade mogenhetsexamen i Stockholm 1903 och studerade därefter vid Karolinska Institutet där han blev medicine kandidat 1908, medicine licentiat 1914 och medicine doktor 1918. Efter förordnanden bland annat i fysiologi 1906–1907, i obstetrik 1916 och i otiatri 1916–1919 blev han 1919 praktiserande öronläkare i Göteborg, 1931 öronläkare vid epidemisjukhuset i Göteborg och 1935 föreståndare för Göteborgs stads öronpoliklinik. Nordlund avlade reservofficersexamen 1906, var underlöjtnant i Vaxholms grenadjärregementes reserv 1906–1910, blev militärläkare 1910, var regementsläkare vid Göta artilleriregemente 1919–1920 och läkare vid svenska ambulansen i Belgrad 1912. Han var medicinalrådsassistent på medicinalbyrån 1916–1917 och på hälsovårdsbyrån 1917–1918 samt tillkallad som sakkunnig i sjukvårdsförsäkringsfrågan inom Socialdepartementet 1930. Nordlund var bland annat fullmäktig i Sveriges läkarförbund 1925–1942, ledamot av dess centralstyrelse 1934–1939 och ordförande i Göteborgs läkarförening 1933–1938, Han var ledamot av Göteborgs hälsovårdsnämnd från 1935 och ordförande i Göteborgs läkaresällskap från 1939. Nordlund publicerade flera arbeten inom otologi och socialmedicin.